# Центральная мечеть (Алма-Ата)
Центральная мечеть города Алма-Ата (каз. Алматы қаласының орталық мешіті) — крупнейшая мечеть Алма-Аты и одна из крупнейших мечетей Казахстана.

## История
Центральная мечеть была построена на месте старой Татарской мечети, функционировавшей с 1859 года. Фундамент мечети был залит в 1993 году, однако строительство завершилось лишь в 1999 году. Архитекторами проекта выступили Султан Баймагамбетов, Жанабай Шарапиев и Казбек Жарылгапов.
В 2000 году большой купол был украшен аятами из Корана в каллиграфическом исполнении турецких мастеров, была приобретена высококачественная звукоусиливающая аппаратура. Был проведён капитальный ремонт по всему первому этажу, установлен мощный кондиционер, кабинеты главного имама и бухгалтера снабдили современным оборудованием, стулья в помещении для чтения Корана были заменены на изготовленные из ценных пород дерева, размещён газон на 1700 м². Она рассчитана на 7 тысяч посетителей. Мечеть венчает купол диаметром 20 метров и высотой 36 метров.
Здание мечети представляет собой купольный, прямоугольный в плане объём с минаретом, вытянутый по оси восток-запад. Общая вместимость (одновременная) составляет около 3000 человек. Главный вход здания решен в виде пештака. Купол установлен на двухъярусный барабан — восьмигранник с арочными проёмами окон, переходящий в цилиндр, и облицован голубой плиткой. Мотив главного купола повторен в четырёх угловых гульдаста. Стены облицованы белым мрамором. Цветной мозаикой украшен барабан главного купола. На портале вставки из резных мраморных блоков. Полотно входных дубовых дверей также покрыты резьбой по мотивам национальных орнаментов. На юго-восточном углу примыкает двухэтажный переход к минарету, высота которого составляет 47 метров.
В 2001 году здание Республиканской Центральной мечети было включено в Государственный список памятников истории и культуры местного значения Алма-Аты.
Первоначально мечеть имела простой голубой купол. В 2006 году главный купол был украшен керамической плиткой с растительным орнаментом. В 2010—2011 годах керамическая плитка была заменена на покрытие из золотых пластин.
В 2013 году при мечети были открыты специализированные курсы для глухонемых.
- Первоначальный вид мечети с голубыми куполами
- Реставрация главного купола летом 2009 года.
- Керамический купол Центральной мечети Алматы, 2008-03

## Архитектура
К Мекке повёрнута юго-западная часть сооружения. На юго-западной части можно увидеть пятигранный михраб, который выделяется из всего сооружения. Минареты располагаются по углам здания, купола которых покрытые настоящим золотом.
Высота главного купола — 36 метров.
Внутреннее пространство купола имеет украшение из цветной мозаики на которой написаны цитаты из Корана.
- Вид мечети сверху
- Мечеть с юго-западной стороны
- Купол мечети
- Полумесяц на вершине купола

## Монета и почтовая марка «Центральная мечеть»
22 декабря 2006 года Национальный банк Казахстана выпустил в обращение монету «Центральная мечеть» (качество «пруф») номиналом 500 тенге из серебра 925 пробы тиражом 4000 штук с целью содействовать расширению понимания всей культуры Казахстана, способствовать представлению религии, как мирного учения о духовном и нравственном самосовершенствовании личности. На аверсе монеты изображен герб Казахстана и разделённые точками надписи по окружности «500 ТЕҢГЕ», «ҚАЗАҚСТАН РЕСПУБЛИКАСЫ» на казахском языке и «РЕСПУБЛИКА КАЗАХСТАН» на русском языке. На реверсе: в центре — изображение мечети на фоне гор и жилой постройки, в верхней части — надписи «ОРТАЛЫҚ МЕШІТ» и «ЦЕНТРАЛЬНАЯ МЕЧЕТЬ», товарный знак Казахстанского монетного двора и надпись «АЛМАТЫ 2006», в нижней части — надпись «Ag 925 31,1 gr.».
- Аверс
- Реверс
- На почтовой марке "Казпочты" номиналом 50 тенге, 2003